# Windows Server 2022
Windows Server 2022是微軟推出的第九個Windows Server系列作業系統，也是Windows 10的第三個伺服器版本（基於Windows 10 Codename Iron）。它的第一個早期預覽版本（技術預覽版）於2021年3月2日發布，正式版已于同年8月19日透過大量授權合約（Volume Licensing）的服務中心釋出給用戶，並且在技術支援網站更新了支援期間。它在安全性、Azure 混合集成和管理以及应用程序平台上做出了许多创新。

## 系统需求

### 最低系统要求[6]
| 处理器       | 1.4 GHz 64 位处理器                             |
| RAM          | 512 MB（对于带桌面体验的服务器安装选项为 2 GB） |
| 磁盘空间要求 | 最低要求：32 GB                                 |
| 网络         | 以太网适配器的吞吐量至少为 1 Gbit/秒            |